# Sigmar Gabriel
Sigmar Gabriel (Goslar, 1959) és un polític socialdemòcrata i professor alemany, actualment ocupa el càrrec de Vicecanceller i Ministre Federal d'Economia i Energia al govern d'Angela Merkel, així mateix és President del Partit Socialdemòcrata (SPD) des del 13 de novembre de 2009. Fou Ministre del Medi Ambient, Conservació de la Naturalesa i Seguretat Nuclear, al primer govern d'Angela Merkel (2005-2009), també ocupà el càrrec de Ministre-President del land de la Baixa Saxònia (1999-2003).

## Biografia
Sigmar Gabriel va néixer el 12 de setembre de 1959 a la localitat alemanya de Goslar, al land de la Baixa Saxònia (situat al nord-oest del país). Fill d'un funcionari local i d'una infermera. Quan tenia tres anys els seus pares es van separar. Va estudiar al Ratssymnasium de Goslar. Més tard es traslladà a Göttingen on es graduà en una formació docent en diverses assignatures. El 1988 va passar un examen per poder donar classes a l'educació secundària.
Entre 1988 i 1989 treballà de professor en una escola de formació professional per a adults a Goslar.
El 1976 ingressà a les Sozialistische Jugend Deutschlands – Die Falken (SJD), una organització juvenil lligada al Partit Socialdemòcrata d'Alemanya (SPD), al qual s'hi afilià un any més tard. Poc després fou elegit president de les SJD a la seva localitat natal de Goslar. Durant els anys vuitanta va ocupar càrrecs de les SJD al districte de Braunschweig.
El 1989 abandonà les SJD per dedicar-se plenament al Partit Socialdemòcrata.
Fou membre del consell del Districte de Goslar (1987-1998), Regidor a la localitat de Goslar (1991-1999).
El 1990 fou elegit diputat al parlament regional de la Baixa Saxònia, càrrec que va mantenir fins al 2005.
El 1998 fou elegit cap del grup parlamentari del SPD al parlament regional, càrrec que va mantenir fins al 1999 quan fou escollir Ministre-President.

### Ministre-President de la Baixa Saxònia (1999-2003)
El 15 de desembre de 1999 fou nomenat Ministre-President del land, ja que el que l'ocupava fins aleshores, Gerhard Glogowski (també del SPD) havia hagut de dimitir per un cas de corrupció.
El govern regional de Gabriel va dur a terme una política d'austeritat, especialment realitzà retallades en l'educació i serveis municipals; i això donà un gran augment de popularitat a l'oposició de la CDU que finalment el seu candidat, Christian Wulff es convertí en el prinicipal favorit a guanyar les eleccions regionals del 2 de febrer de 2003.
Finalment la CDU va treure un resultat espectacular a diferència dels passats comicis assolint un 48,3% i 91 diputats de 183 (a 1 de la majoria absoluta). Aquestros arribaren a un arcord amb el Partit Democràtic Lliure (FDP) per governar, i així formar un executiu de centredreta. El 4 de març de 2003 deixà el càrrec a Christian Wulff (CDU).

### Vida política posterior
El mateix 2003 fou tornat a ser nomenat cap del grup parlamentari del SPD al parlament regional, aquest cop però amb funcions de cap de l'oposició.
El 22 de novembre de 2005 fou nomenat Ministre del Medi Ambient, Conservació de la Naturalesa i Seguretat Nuclear al primer govern d'Angela Merkel. Com a Ministre es va proposar de continuar les polítiques dutes a terme pel seu predecessor en el càrrec, Jürgen Trittin (Aliança 90/Els Verds). Entre aquestes polítiques s'hi inclou la continuació del pla per tancar totes les centrals nuclears alemanyes en un futur. Pel que fa al Protocol de Kyoto va aconseguir unificar la posició europea davant aquest tractat.
Gabriel deixà el càrrec el 27 d'octubre de 2009 després de la derrota del seu partit a les eleccions federals del 27 de setembre del mateix any.

### President del Partit Socialdemòcrata (des de 2009)

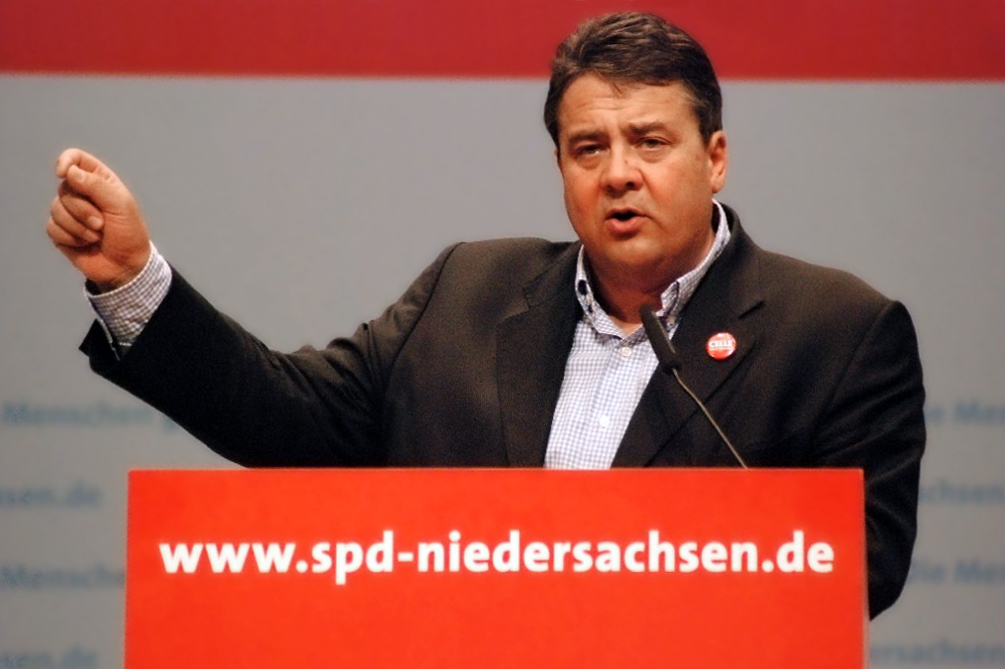
Sigmar Gabriel en la campanya electoral per a les eleccions del 2009

Després de l'amarga derrota a les eleccions federals del 27 de setembre de 2009, on l'SPD va obtenir el 23% dels vots i 146 de 622 diputats al Bundestag, l'aleshores president del SPD, Franz Müntefering va presentar la dimissió i va convocar un nou consell nacional del partit per tal d'elegir un nou líder del partit.
Finalment, el 5 d'octubre de 2009 el partit elegit amb el 77,7% dels vots del consell federal del partit.
Els delegats de la Convenció federal del partit, celebrada a Dresden el 13 de novembre de 2009, van elegir a Gabriel com a nou president del partit amb el 94,2% dels vots.
Després de les eleccions federals de 2013 el candidat socialdemòcrata Peer Steinbrück presentà la dimissió pels pobres resultats aconseguits i Gabriel, llavors s'encarregà de configurar i liderar les negociacions per la futura configuració del govern. Després de tres mesos de negociacions, finalment arribaren a un acord amb la CDU/CSU d'Angela Merkel. Fruit d'aquell acord, es convertí en Vicecanceller i Ministre Federal d'Economia i Energia el 17 de desembre de 2013.

### Família
Gabriel viu actualment amb una dentista de professió i té una filla d'una antiga relació.